# گامراچا، استرالیای جنوبی

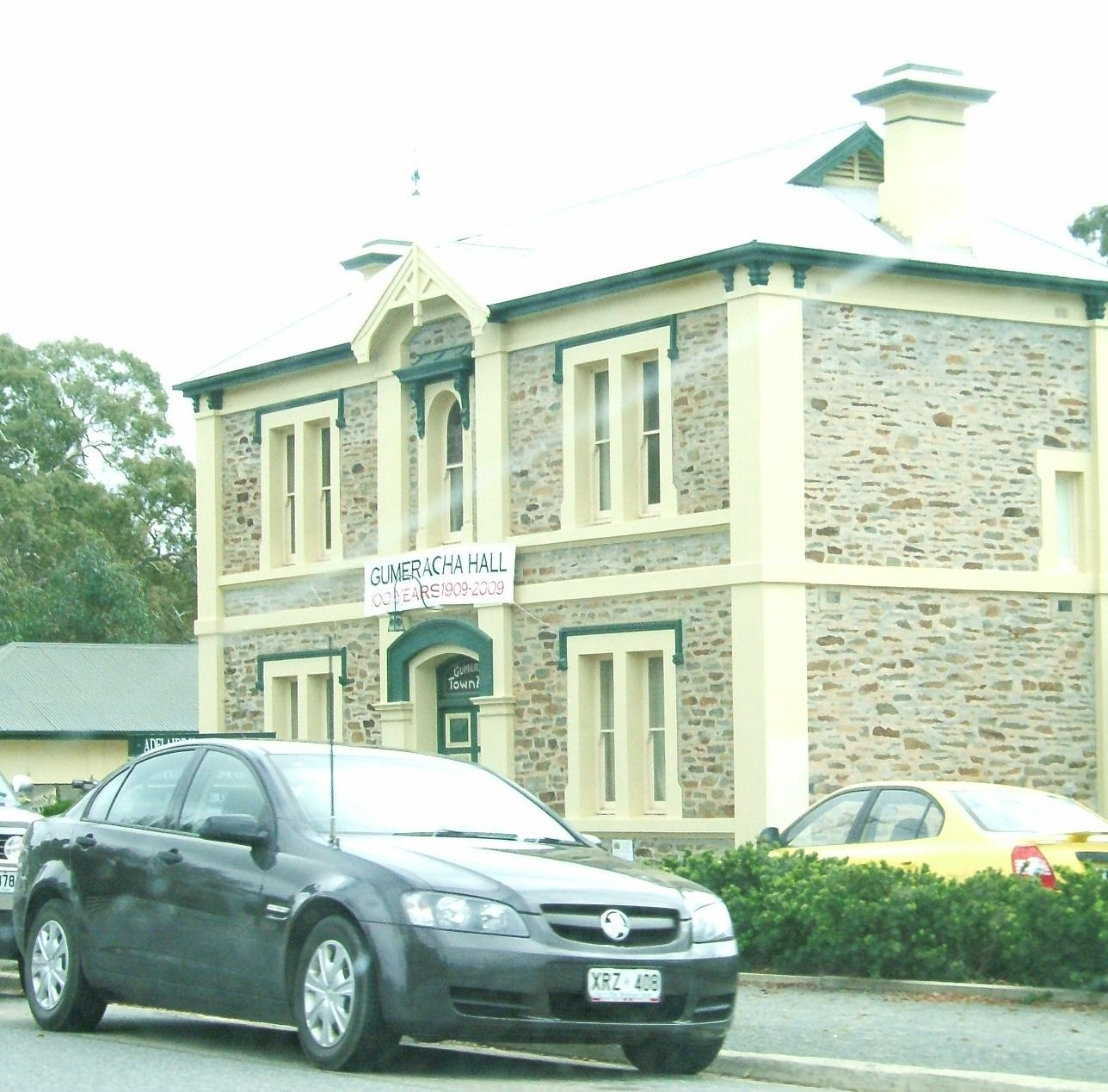
گامراچا، استرالیای جنوبی

گامراچا (به انگلیسی: Gumeracha) یک شهرک در استرالیا است که در Adelaide Hills Council واقع شده‌است.